# Phaea marthae
Phaea marthae är en skalbaggsart som beskrevs av Chemsak 1977. Phaea marthae ingår i släktet Phaea och familjen långhorningar. Inga underarter finns listade i Catalogue of Life.